# Tebaldo III di Blois
Tebaldo III di Blois in francese Thibaud III de Blois (1012 circa – 30 settembre 1089) fu conte di Tours, dal 1037 al 1044 e conte di Blois, Chartres, Châteaudun, Provins e Reims, dal 1037, conte di Conte di Champagne (conte di Troyes e conte di Meaux), dal 1066 alla sua morte.

## Origine
Tebaldo, secondo il Hugonis Floriacensis, Liber qui Modernorum Regum Francorum continet Actus 10, era il figlio primogenito del conte di Blois, Chartres, Châteaudun, Tours, Provins e Reims], dal 1004, conte di Conte di Champagne (diciassettesimo conte di Troyes, ottavo conte di Meaux), Oddone II di Blois e di Ermengarda d'Alvernia, che, secondo la Genealogiae comes Flandriae era figlia del Conte d'Alvernia, Guglielmo IV e della moglie Humberge (o Ermengarda), figlia di Etienne de Brioude, conte di Gévaudan e Forez, nell'Aquitania orientale e della sua seconda moglie (il matrimonio, avvenuto prima del 960 è confermato dal Cartulaire de l'abbaye de Saint-Chaffre du Monastier et Chronique de Saint-Pierre du Puy'), Adelaide d'Angiò (ca 942 - 1026), figlia del Conte d'Angiò e poi, conte di Nantes e duca di Bretagna, Folco II e di Gerberga (che il nome della madre fosse Gerberga è confermato dal documento è il n° II del Cartulaire de l'abbaye de Saint-Aubin d'Angers, Tome I, dove suo fratello, Goffredo Grisegonelle dichiara di essere figlio di Folco e Gerberga (patris mei Fulconis, matris quoque meæ Gerbergæ)) di cui non si conoscono con certezza gli ascendenti.
Oddone II di Blois, secondo il documento n° III del Cartulaire de Marmoutier pour le Dunois, era il figlio del conte di Blois, di Tours, di Chartres, di Châteaudun, di Tours, di Provins e di Reims, Oddone I di Blois e di Berta di Borgogna, che secondo il Hugonis Floriacensis, Liber qui Modernorum Regum Francorum continet Actus 9 era figlia del re di Arles o delle due Borgogne, Corrado III il Pacifico e della sua seconda moglie (come ci conferma la Chronica Albrici Monachi Trium Fontium), Matilde di Francia (943-980).

## Biografia
Secondo il documento n° IV, di incerta datazione (1032/1037) del Cartulaire de Marmoutier pour le Dunois, suo padre, Oddone II, assiema alla moglie, Ermengarda, ed a Tebaldo confermò una donazione, fatta dal padre, Oddone I.
Suo padre, Oddone, nel 1037 invase ancora la Lorena, mettendo a ferro e fuoco il paese, finché l'esercito lorenese del Duca dell'Alta Lorena (Lotaringia), Gothelo I di Lotaringia o Gozelo o Gozzelone detto il Grande, secondo gli Annales Sangallensis Maiores, gli sbarrò il passo, nei pressi di Bar e il 15 novembre del 1037 fece strage delle truppe di Oddone, che trovò una penosa morte sul campo. Il giorno dopo il suo cadavere fu ritrovato spogliato e mutilato, come riporta Rodolfo il Glabro; il corpo fu riconsegnato alla vedova, Ermengarda d'Alvernia, che lo fece seppellire accanto al padre, nell'Abbazia di Marmoutier a Tours; anche gli Obituaires de la province de Sens. Tome 2, danno notizia della morte di Oddone il 15 novembre (XVII Kal Dec Odo palati comes......in proelio morte effectas est).
Alla sua morte, il primogenito, Tebaldo, ereditò le contee di Blois, di Chartres, di Châteaudun, di Tours, di Sancerre, di Château-Thierry, Provins e Saint-Florentin, mentre il figlio secondogenito, Stefano, ereditò la contea di Champagne (le contee di Meaux, di Troyes) e la contea di Vitry, come ci viene confermato dal Hugonis Floriacensis, Liber qui Modernorum Regum Francorum continet Actus 10.

In giallo i possedimenti di Oddone II che furono divisi tra Tebaldo III di Blois e Stefano II di Troyes

Siccome suo padre, Oddone II, alla morte del re di Francia, Roberto II, nel 1031, aveva spalleggiato la regina madre Costanza d'Arles, in una rivolta contro il figlio, il nuovo re, Enrico I, per poterlo sostituire sul trono con l'altro figlio, Roberto, Enrico I, memore del fatto che Oddone II aveva complottato contro di lui, tentò di impadronirsi di parte dell'eredità, ma gli eredi, i due figli di Oddone II, Tebaldo e Stefano, non si lasciarono sopraffare e verso il 1040, ordirono un complotto con il fratello più giovane di Enrico I, Oddone o Eudes (1013-1056), forse malato di mente, che avrebbe dovuto prendere il posto di Enrico sul trono. Enrico I ebbe la meglio e riuscì ad assediare il fratello in un castello, lo catturò e lo fece imprigionare a Orléans, dove la porta della prigione venne murata, e dove morì. Stefano venne messo in fuga, dopo essere stato battuto sul campo dove il loro alleato il conte di Vermandois, Ottone I (1010-1045), fu fatto prigioniero. Contro Tebaldo, invece Enrico si servì dell'aiuto del conte d'Angiò, Goffredo II Martello, concedendogli l'investitura della contea di Tours, a patto che la togliesse a Tebaldo.
Goffredo II Martello portò a termine la conquista della Turenna iniziata da suo padre, Folco III Nerra, che, nel 1016, aveva iniziato la politica di usurpazione e conquista della Turenna, infliggendo ad Oddone II una dura sconfitta a Pontlevoy. Goffredo II Martello, ricevuta l'investitura da Enrico I, cinse d'assedio la città di Tours, dove accorse anche il fratello Stefano nel vano tentativo do togliere il blocco alla città, ma Goffredo attaccò a Nouy, presso Saint-Martin-le-Beau, riportando una schiacciante vittoria e Tebaldo, che era stato fatto prigioniero, come ci riferisce Guglielmo di Jumièges, dovette cedere Tours e l'intera Turenna a Goffredo. Anche la Chronica Albrici Monachi Trium Fontium conferma la sconfitta e la perdita della Turenna da parte di Teobaldo.
Suo fratello, Stefano (Stephani comitis palatini), secondo gli Obituaires de Sens Tome II, Eglise cathédrale de Chartres, Livre d'Anniversaires mid-xiii siècle, morì il 19 maggio (XIV Kal Jun) 1047 o 1048. Come conte di Champagne, gli succedette il figlio, Oddone, ancora minorenne.
Dopo la morte di Stefano, Tebaldo divenne reggente delle contee di Meaux, di Troyes, e di Vitry, il nucleo della futura contea di Champagne, per conto del giovane nipote, Oddone III.
Il nipote, qualche anno dopo, pare a seguito dell'omicidio di un nobile della contea di Champagne, si dovette rifugiare in Normandia e Tebaldo ne approfittò per appropriarsi dei titoli e delle terre del nipote, che alla fine abdicò e Tebaldo, circa nel 1066, divenne anche conte, Tebaldo I di Champagne che, distintosi come protettore di abbazie, favorì la riforma monastica.
Tebaldo (Tebaldus comes Carnotensium) morì, nel 1089, secondo gli Obituaires de Sens Tome II, Abbaye de Saint-Père-enVallée, il 30 settembre (II Kal Oct), e, secondo la Chronica Albrici Monachi Trium Fontium fu sepolto a Épernay.
Alla sua morte, secondo il Hugonis Floriacensis, Liber qui Modernorum Regum Francorum continet Actus 11 il figlio primogenito, Stefano, ereditò la contea di Blois e la contea di Meaux, mentre la contea di Troyes, andò a Ugo; Ugo, in effetti ereditò la contea di Troyes, dopo la morte, nel 1093, del secondogenito, Oddone, mentre nel 1089, aveva ereditato la contea di Bar-sur-Aube.

## Matrimoni e discendenza
Dopo la morte del padre, Tebaldo aveva sposato Gersenda, figlia del conte del Maine Eriberto I del Maine; divorziarono nel 1049, come riportano gli Actus pontificum Cenomannis. In un documento di Arbois de Jubainville (non consultato) parrebbe che, prima di ottenere il divorzio da Gersenda aveva sposato in seconde nozze, Gondrada, di cui non si hanno notizie circa la sua ascendenza; ma gli Actus pontificum Cenomannis confermano che il primogenito era figlio di Gersenda; quindi Gondrada e Gersenda potrebbero essere la stessa persona.
Tebaldo da Gersenda o Gondrada ebbe un figlio:
- Enrico poi chiamato Stefano[26] (1045-1102), conte di Blois e conte di Meaux[22], che sposò Adele d'Inghilterra, figlia del duca di Normandia e re d'Inghilterra, Guglielmo il Conquistatore.

Nel 1061, Tebaldo, in seconde o terze nozze sposò Alice de Crépy (?-1100), figlia del conte Rodolfo II di Valois e Adelaide di Bar-sur-Aube, come ci conferma la Chronica Albrici Monachi Trium Fontium, erede della contea di Bar-sur-Aube.
Tebaldo da Alice de Crépy ebbe tre figli:
- Oddone (ca. 1065-1093), come conferma la Genealogica ex Stirpe Sancti Arnulfi descendentium Mettensis[26], conte di Troyes[28],
- Filippo (ca. 1070-1100), vescovo di Chalons-sur-Marne dal 1093[28]
- Ugo[26] (ca. 1074-1126), conte di Bar-sur-Aube e poi conte di Champagne[22](fu il primo ad usare tale titolo).

## Ascendenza
|                         |                        |                         | Genitori                 |  |  | Nonni |  |  | Bisnonni           |  |  | Trisnonni                   |  |
|                         |                        |                         |                          |  |  |       |  |  | Tebaldo I di Blois |  |  | Tebaldo il Vecchio di Blois |  |
|                         |                        |                         |                          |  |  |       |  |  | Tebaldo I di Blois |  |  | Tebaldo il Vecchio di Blois |  |
|                         |                        | …                       |                          |  |  |       |  |  | Tebaldo I di Blois |  |  |                             |  |
| Oddone I di Blois       |                        |                         |                          |  |  |       |  |  | Tebaldo I di Blois |  |  |                             |  |
|                         |                        | Liutgarda di Vermandois | Erberto II di Vermandois |  |  |       |  |  |                    |  |  |                             |  |
|                         |                        | Liutgarda di Vermandois | Erberto II di Vermandois |  |  |       |  |  |                    |  |  |                             |  |
|                         |                        | Liutgarda di Vermandois | Adele di Neustria        |  |  |       |  |  |                    |  |  |                             |  |
| Oddone II di Blois      |                        | Liutgarda di Vermandois |                          |  |  |       |  |  |                    |  |  |                             |  |
|                         |                        | Corrado III di Borgogna | Rodolfo II di Borgogna   |  |  |       |  |  |                    |  |  |                             |  |
|                         |                        | Corrado III di Borgogna | Rodolfo II di Borgogna   |  |  |       |  |  |                    |  |  |                             |  |
|                         |                        | Corrado III di Borgogna | Berta di Svevia          |  |  |       |  |  |                    |  |  |                             |  |
| Berta di Borgogna       |                        | Corrado III di Borgogna |                          |  |  |       |  |  |                    |  |  |                             |  |
|                         |                        | Matilde di Francia      | Luigi IV di Francia      |  |  |       |  |  |                    |  |  |                             |  |
|                         |                        | Matilde di Francia      | Luigi IV di Francia      |  |  |       |  |  |                    |  |  |                             |  |
|                         |                        | Matilde di Francia      | Gerberga di Sassonia     |  |  |       |  |  |                    |  |  |                             |  |
| Tebaldo III di Blois    |                        | Matilde di Francia      |                          |  |  |       |  |  |                    |  |  |                             |  |
|                         | Roberto II di Clermont | Roberto I di Clermont   |                          |  |  |       |  |  |                    |  |  |                             |  |
|                         | Roberto II di Clermont | Roberto I di Clermont   |                          |  |  |       |  |  |                    |  |  |                             |  |
|                         | Roberto II di Clermont | Aldegardis              |                          |  |  |       |  |  |                    |  |  |                             |  |
| Guglielmo IV d'Alvernia | Roberto II di Clermont |                         |                          |  |  |       |  |  |                    |  |  |                             |  |
|                         |                        | Engelberga              | …                        |  |  |       |  |  |                    |  |  |                             |  |
|                         |                        | Engelberga              | …                        |  |  |       |  |  |                    |  |  |                             |  |
|                         |                        | Engelberga              | …                        |  |  |       |  |  |                    |  |  |                             |  |
| Ermengarda d'Alvernia   |                        | Engelberga              |                          |  |  |       |  |  |                    |  |  |                             |  |
|                         |                        | …                       | …                        |  |  |       |  |  |                    |  |  |                             |  |
|                         |                        | …                       | …                        |  |  |       |  |  |                    |  |  |                             |  |
|                         |                        | …                       | …                        |  |  |       |  |  |                    |  |  |                             |  |
| Umberga                 |                        | …                       |                          |  |  |       |  |  |                    |  |  |                             |  |
|                         |                        | …                       | …                        |  |  |       |  |  |                    |  |  |                             |  |
|                         |                        | …                       | …                        |  |  |       |  |  |                    |  |  |                             |  |
|                         |                        | …                       | …                        |  |  |       |  |  |                    |  |  |                             |  |
|                         |                        | …                       |                          |  |  |       |  |  |                    |  |  |                             |  |

### Fonti primarie
- (LA)  Cartulaire de l'abbaye de Saint-Chaffre du Monastier et Chronique de Saint-Pierre du Puy.
- (LA)  Rodulfi Glabri Historiarum Libri Quinque.
- (LA)  Monumenta Germaniae Historica, Scriptores, tomus I.
- (LA)  Monumenta Germaniae Historica, Scriptores, tomus VII.
- (LA)  Monumenta Germaniae Historica, Scriptores, tomus IX.
- (LA)  Monumenta Germaniae Historica, Scriptores, tomus XXIII.
- (LA)  Monumenta Germaniae Historica, Scriptores, tomus XXV.
- (LA)  Cartulaire de Marmoutier pour le Dunois.
- (LA)  Obituaires de la province de Sens. Tome 2.
- (LA)  Actus pontificum Cenomannis in urbe degentium.
- (LA)  Chartes de Montiérender.
- (FR)  Cartulaire de l'abbaye de Saint-Aubin d'Angers, tomus I.
- (LA)  Historiæ Normannorum Scriptores Antiqui.

### Letteratura storiografica
- Louis Halphen, "La Francia dell'XI secolo", cap. XXIV, vol. II (L'espansione islamica e la nascita dell'Europa feudale) della Storia del Mondo Medievale, 1999, pp. 770–806.